# Henri Benoît Jules de Béthisy de Mézières
Henri Benoît Jules de Béthisy de Mézières est un ecclésiastique français, 64e évêque d'Uzès et député aux Etats-généraux de 1789. Son épiscopat dure de 1779 à 1792.

## Biographie
Il nait le 28 juillet 1744 au château de Mézières-en-Santerre, près Amiens, fils de Eugène Eléonor de Béthisy, marquis de Mézières, seigneur d'Ignaucourt, Camp-Vermont, qui terminera sa carrière militaire comme lieutenant-général des armées du Roi, gouverneur de Longwy, et de Henriette Elisabeth Julie Tarteron de Montiers. Issu d'une famille d'officiers, l est le petit-fils de Eugène de Béthisy, le frère de Eustache de Béthisy, tous deux également lieutenant-général des Armées du Roi.
À partir de 1766, il suit des études au Séminaire Saint-Sulpice de Paris
Après son ordination comme prêtre, il est nommé vicaire général de Reims, puis en 1769, abbé de l'abbaye Notre-Dame d'Issoudun et, non loin de là, de l'abbaye Notre-Dame de Barzelle.
Nommé évêque d'Uzès en novembre 1779, il est sacré le 16 janvier 1780 et fait son entrée solennelle le 4 octobre 1780.
Il est élu député du Clergé du Languedoc aux Etats-généraux de 1789.
Il siège à la droite de l'assemblée et s'efforce de conserver à l'Eglise son patrimoine et ses droits.
Il s'oppose à la nationalisation des biens du clergé, proposée par Talleyrand et refuse de prendre part au scrutin sur l'organisation de l'église constitutionnelle, qui supprime son diocèse d'Uzès. 
Il proteste contre le refus par l'assemblée de reconnaître la religion catholique comme religion d'Etat, en rédigeant le 19 avril 1790 une protestation signée par 249 députés.
Il s'oppose à la constitution civile du clergé et au serment demandé aux ministres du culte.
Il s'explique de son opposition par une lettre au clergé de son diocèse, le 24 octobre 1789, puis le 24 novembre 1790.
Il vote contre les assignats et contre le rattachement au royaume de France du Comtat Venaissin et de la ville d'Avignon.
Il siège à l'assemblée jusqu'à sa dissolution, en septembre 1791. La mise en place de la Terreur l'oblige à émigrer en 1792. Il séjourne successivement à Bruxelles, en Allemagne, en Hollande.
Quatre jours après l'exécution de Louis XVI, il regagne Paris. L'effroi que lui inspire ce retour lui fait écrire :
"J'ai trouvé Paris aussi tranquille, aussi livré à la dissipation et à la joie que si aucun crime n'y eût été commis".
Il retourne à Bruxelles et passe ensuite en Angleterre, d'où il s'efforce de diriger son diocèse, tout en restant en lien avec Louis XVIII.  
Lors du Concordat, en 1801, il refuse de démissionner de son siège épiscopal qui a été supprimé, et proteste, avec d'autres évêques, auprès du pape Pie VII, par une lettre du 6 août 1802. Dans la ligne de la Petite Eglise, il s'efforce de maintenir le rite gallican en vigueur avant la Révolution. 
Pendant le premier Empire, il est chargé de distribuer aux prêtres français les secours accordés par le gouvernement anglais.
En 1814, il soutient la Restauration et, comme le reste de sa famille, regagne Paris, mais refusant toujours de donner sa démission, malgré la demande de Louis XVIII, est accueilli plutôt fraichement par le nouveau pouvoir.  
Il préfère repartir pour Londres, où il meurt le 8 août 1817 après avoir reconnu l'autorité canonique des décisions de Pie VII concernant son ancien diocèse, rattaché à celui d'Avignon, puis depuis 1822, à celui de Nimes. 
Il est inhumé dans l'ancien cimetière Saint-Pancrace de Londres, à un emplacement aujourd'hui occupé par la gare Saint Pancrace. Sa tombe voisinait avec celle de son collègue Mgr de Malide, évêque de Montpellier, décédé cinq ans auparavant, dont les positions approchaient les siennes. 
On pouvait y lire l'épitaphe ainsi conçue : 
"Illistrimus et Reverendissimus in DD
Henricus-Benedictus de Bethizy
Ucetiensis Episcopus (in Gallia) "

### Armoiries et devise
Béthisy porte : D'azur fretté de six pièces d'or. Devise : "Et Virtus et Sanguis".